# Nuevo Quito
Nuevo Quito ist eine Ortschaft und eine Parroquia rural („ländliches Kirchspiel“) im Kanton Paquisha der ecuadorianischen Provinz Zamora Chinchipe. Die Parroquia besitzt eine Fläche von 115,71 km². Die Einwohnerzahl lag im Jahr 2010 bei 2101. Die Parroquia wurde am 18. September 2007 gegründet.

## Lage
Die Parroquia Nuevo Quito liegt in der Cordillera del Cóndor im Südosten von Ecuador. Der Hauptort liegt auf einer Höhe von 850 m, 6 km südsüdöstlich des Kantonshauptortes Paquisha am rechten Flussufer des Río Nangaritza.
Die Parroquia Nuevo Quito grenzt im Norden an die Parroquia Paquisha, im Osten an Peru, im Süden und im Westen an den Kanton Nangaritza sowie im äußersten Nordwesten an die Parroquia Zumbi (Kanton Centinela del Cóndor).

## Orte und Siedlungen
In der Parroquia gibt es neben dem Hauptort folgende Barrios: Cisam, La Libertad, San Luis, San Antonio de Mayalcu, San Francisco de Ikiam, Conguime, Puerto Minero, La Herradura, La Pangui, San Pedro und Kunki Naint.